# Katarzyna Leja
Katarzyna Leja (* 8. November 1990 in Zakopane) ist eine polnische Biathletin.
Katarzyna Leja lebt in Ciche und ist Studentin. Sie startet für BKS WP Koscielisko und wird von Adam Jakieła trainiert. Ihr internationales Debüt gab sie im Rahmen der Junioren-Weltmeisterschaften 2007 in Martell, bei denen sie im Sprint zum Einsatz kam und 63. wurde. Ab der Saison 2007/08 lief er regelmäßig im Biathlon-Europacup der Junioren. Eine zweite Teilnahme an der Junioren-WM folgte im Jahr darauf in Ruhpolding. Nun startete sie in allen möglichen vier Rennen und wurde 49. des Einzels, 56. des Sprints, 46. der Verfolgung und Zehnte mit der polnischen Staffel. Im Sommer des Jahres startete Leja bei den Junioren-Wettkämpfen der Sommerbiathlon-Weltmeisterschaften 2008 in der Haute-Maurienne. Bei den Wettkämpfen im Crosslauf erreichte sie Rang 17 im Sprint und 15. der Verfolgung, bei den Wettbewerben auf Skirollern erreichte sie Platz 20 im Sprint und wurde 18. der Verfolgung. Zum dritten Mal trat Leja in Canmore bei einer Junioren-WM an und lief auf die Plätze 29 im Einzel, 28 im Sprint, 34 in der Verfolgung und sieben mit der Staffel. Bei den kurz zuvor ausgetragenen Junioren-Wettkämpfen der Biathlon-Europameisterschaften 2009 in Ufa kam sie auf die Ränge 16 im Einzel, 30 im Sprint und 25 in der Verfolgung. Im Sommer nahm Leja erneut an den Wettkämpfen der Sommer-WM teil, bei denen sie im Cross-Sprint nur von Larisa Nadeeva geschlagen wurde und Silber gewann. In der Verfolgung fiel sie auf Rang 17 zurück. Auf Skirollern fuhr sie auf Platz 16 im Sprint und wurde 21. der Verfolgung. Ein viertes Mal nahm sie 2009 in Torsby an den Junioren-Weltmeisterschaften teil. Im Einzel wurde Leja 38., 54. im Sprint, 44 der Verfolgung und erneut Staffelsiebte. Zudem startete sie in Otepää bei den Junioren-Wettbewerben der Biathlon-Europameisterschaften 2010. 41. wurde die Polin im Einzel, 40. im Sprint, 28. der Verfolgung und Achte im Mixed.
2008 debütierte Leja in Obertilliach bei den Frauen im IBU-Cup und wurde in ihrem ersten Rennen, einem Sprint, 51. Erstes Großereignis wurden die Europameisterschaften 2009 in Ufa. Nachdem sie in den Einzelrennen noch bei den Juniorinnen antrat, wurde sie mit Karolina Pitoń, Magdalena Kępka und Katarzyna Jakieła im Staffelrennen der Frauen eingesetzt und wurde Siebte.
In der Saison 2008/09 wurde Leja erstmals in den Nachwuchs-Kader der Nationalmannschaft Polens berufen, aus dem sie in der folgenden Saison wieder herausfiel, weil das polnische Nationalteam in Hinblick auf die Olympischen Winterspiele 2010 in Vancouver stark verkleinert wurde, um die stärksten Athleten besser fördern zu können. Zur Saison 2010/2011 rückte sie in den B-Kader auf.